# Im Kumpf
Das Naturschutzgebiet Im Kumpf liegt im Westerwaldkreis in Rheinland-Pfalz. Es liegt auf dem Gebiet der Gemeinden Helferskirchen, Niedersayn und Ötzingen.

## Beschreibung
Das 5,12 ha große Gebiet, das im Jahr 1988 unter Naturschutz gestellt wurde, liegt im nordöstlichen Gemeindegebiet von Helferskirchen, im südwestlichen Gemeindegebiet von Niedersayn und im nördlichen Gemeindegebiet von Ötzingen etwa 1 km westlich des Ortsteils Sainerholz. Schutzzweck ist die Erhaltung dieses Landschaftsraumes mit seinen Wasser- und Feuchtflächen als Lebensraum seltener in ihrem Bestande bedrohter wildlebender Tierarten.